# Gustavo Borsari
Gustavo Borsari Brenna (Montevideo, 28 de noviembre de 1954) es un escribano y político uruguayo, perteneciente al partido Nacional. 

## Biografía
Comienza a militar en el Movimiento Universitario Nacionalista en 1973, en oposición a la dictadura. Es electo convencional en las elecciones internas de 1982. Se gradúa de Escribano Público en 1985. 
En 1989 participa en la fundación del Movimiento Renovación y Victoria junto a Gonzalo Aguirre, y es incluido como suplente en la lista a diputados por Montevideo. En 1990, durante la presidencia de Luis Alberto Lacalle, es nombrado Director del Banco Hipotecario del Uruguay. 
En 1994 vuelve a acompañar a Aguirre, resultando electo diputado. Asume su banca en 1995. Años después adhiere a la Lista 71 del Herrerismo, resultando reelecto en 1999, 2004 y 2009. También realizó suplencias en el Senado.
Ha sido redactor responsable del semanario Unidad Popular, y columnista en los semanarios Somos Idea, Unidad Nacional, Patria , El Bocón y revista Placer.